# Monmouth (Illinois)
Monmouth – miasto w Stanach Zjednoczonych, w stanie Illinois, siedziba administracyjna hrabstwa Warren.